# Copa Libertadores de Futsal Femenino 2015
La Copa Libertadores de Futsal Femenino 2015 o Conmebol Libertadores de Futsal Femenino 2015 fue la segunda edición del torneo internacional de la Copa Libertadores de Futsal Femenino organizado por la Confederación Sudamericana de Fútbol. La competencia contó con equipos de Argentina, Brasil, Chile, Paraguay, Perú y Uruguay. Esta edición del torneo se disputó en la ciudad de Ñuñoa, Chile más precisamente en el Complejo Polideportivo Ñuñoa, entre el 7 y el 13 de septiembre de 2015, resultando campeón el equipo Barateiro de Brasil.

## Equipos participantes

### Información de los equipos
| País      | Club                         | Ciudad            | Entrenador/a   |
| --------- | ---------------------------- | ----------------- | -------------- |
| Argentina | Kimberley                    | Buenos Aires      | Bandera de ?   |
| Argentina | San Lorenzo                  | Buenos Aires      | Claudio García |
| Brasil    | Barateiro                    | Brusque           | Bandera de ?   |
| Chile     | Everton                      | Santiago de Chile | Bandera de ?   |
| Chile     | Santiago Morning             | Santiago de Chile | Bandera de ?   |
| Paraguay  | Sport Colonial               | Asunción          | Édgar Pereira  |
| Perú      | Club Municipalidad San Borja | Lima              | Bandera de ?   |
| Uruguay   | Río Negro City               | Fray Bentos       | Bandera de ?   |

## Forma de disputa
El 21 de agosto de 2015 se realizó el sorteo para determinar los dos grupos de la Copa Libertadores de Futsal Femenina. Se establecieron dos grupos de cuatro equipos cada uno y el sistema de competición es a una vuelta a jugar contra todos los equipos del grupo. Los dos primeros equipos de cada grupo pasarán a las semifinales y el ganador de cada semifinal jugará la final para determinar el campeón del torneo. Adicionalmente los equipos perdedores de las semifinales disputarán un partido para definir el tercer y cuarto puesto, mientras que el mejor tercero de la fase de grupos enfrentaría al peor cuarto y el mejor cuarto al peor tercero para luego definir entre los ganadores de dichos partidos el quinto y sexto lugar y entre los perdedores el séptimo y octavo puesto de la competición. Debido a la baja del club Trujillanos de Venezuela, en su reemplazo ingresó el club San Lorenzo de Almagro de Argentina.

## Primera fase

### Grupo A
| Equipo              | Pts. | PJ | PG | PE | PP | GF | GC | DG  |
| ------------------- | ---- | -- | -- | -- | -- | -- | -- | --- |
| Santiago Morning    | 9    | 3  | 3  | 0  | 0  | 15 | 6  | 9   |
| Kimberley           | 6    | 3  | 2  | 0  | 1  | 17 | 5  | 12  |
| Sport Colonial      | 3    | 3  | 1  | 0  | 2  | 9  | 18 | -9  |
| Municipal San Borja | 0    | 3  | 0  | 0  | 3  | 4  | 16 | -12 |

### Grupo B
| Equipo         | Pts. | PJ | PG | PE | PP | GF | GC | DG  |
| -------------- | ---- | -- | -- | -- | -- | -- | -- | --- |
| Barateiro      | 9    | 3  | 3  | 0  | 0  | 34 | 3  | 31  |
| San Lorenzo    | 6    | 3  | 2  | 0  | 1  | 15 | 5  | 10  |
| Río Negro City | 3    | 3  | 1  | 0  | 2  | 16 | 15 | 1   |
| Everton        | 0    | 3  | 0  | 0  | 3  | 2  | 44 | -42 |

## Etapa final
|  | Semifinales              | Semifinales              |   |           | Final                    | Final                    |  |
|  | 11 de septiembre de 2015 | 11 de septiembre de 2015 |   |           | 12 de septiembre de 2015 | 12 de septiembre de 2015 |  |
|  |                          |                          |   |           |                          |                          |  |
|  |                          |                          |   |           |                          |                          |  |
|  | Barateiro                | 6                        |   |           |                          |                          |  |
|  | Kimberley                | 1                        |   |           |                          |                          |  |
|  |                          |                          |   |           |                          |                          |  |
|  |                          |                          |   |           |                          |                          |  |
|  |                          |                          |   |           | Barateiro                | 11                       |  |
|  |                          | Santiago Morning         | 0 |           |                          |                          |  |
|  |                          |                          |   |           |                          |                          |  |
|  |                          |                          |   |           |                          |                          |  |
|  |                          |                          |   |           | Tercer lugar             |                          |  |
|  |                          |                          |   |           |                          |                          |  |
|  | Santiago Morning         | 3                        |   | Kimberley | 0                        |                          |  |
|  | San Lorenzo              | 1                        |   |           | San Lorenzo              | 1                        |  |

### Final y tercer puesto
| Bandera de Brasil |
| Barateiro         |
| Campeón           |
| 1.º título        |